# Socchieve
Socchieve (friülà Soclêf) és un municipi italià, dins de la província d'Udine. És situat dins la Val Tagliamento, a la Cjargne. L'any 2007 tenia 950 habitants. Limita amb els municipis d'Ampezzo, Enemonzo, Forni di Sotto, Ovaro, Preone, Raveo, Tramonti di Sopra (PN), Tramonti di Sotto (PN).

## Administració
| Període | Identitat         | Partit        |
| ------- | ----------------- | ------------- |
| 2004-   | Luciano Mazzolini | Llista cívica |